# Robin Norell
Robin Norell (* 18. Februar 1995 in Stockholm) ist ein schwedischer Eishockeyspieler, der seit Juli 2025 bei den Iserlohn Roosters aus der Deutschen Eishockey Liga (DEL) unter Vertrag steht. Zuvor war der Verteidiger bereits unter anderem für Djurgårdens IF, IK Oskarshamn und Örebro HK aus der Svenska Hockeyligan (SHL) sowie die Rockford IceHogs aus der American Hockey League (AHL) aktiv.

## Karriere
Mit dem Eishockeyspielen begann Robin Norell bei Huddinge IK. Schon als Teenager wechselte er zu Djurgården Hockey, wo er ab der U13-Mannschaft alle Nachwuchsteams durchlief. Mit einer Stockholmer Stadtauswahl gewann er im Jahr 2011 das renommierte Jugendturnier TV-Pucken. In der Saison 2013/14 gelang ihm der Sprung in die Profimannschaft, mit der er in seiner Rookie-Saison in die Svenska Hockeyligan (SHL) aufstieg. Im Folgejahr entwickelte sich der Verteidiger auch in der höchsten schwedischen Spielklasse zum Stammspieler.
Nachdem sich die Chicago Blackhawks bereits beim Entry Draft 2013 in vierter Runde die Rechte an Norell für die National Hockey League (NHL) gesichert hatten, debütierte er im Frühjahr 2015 nach Abschluss der Saison in Schweden für die Rockford IceHogs, das Farmteam der Blackhawks in der American Hockey League (AHL). Nach einer weiteren Saison bei Djurgården unterzeichnete er im März 2016 einen Einstiegsvertrag in Chicago. In den folgenden beiden Spielzeiten kam er allerdings ausschließlich bei den IceHogs zum Einsatz. Die Saison 2017/18 beendete er als überzähliger Verteidiger sogar im Sturm. Ohne NHL-Perspektive kehrte der Linksschütze nach Schweden zurück und wurde für das letzte Vertragsjahr von den Blackhawks an Djurgården ausgeliehen. Obwohl er Ende 2018 noch gemeinsam mit Brandon Manning im Austausch mit Drake Caggiula und Jason Garrison von Chicago zu den Edmonton Oilers transferiert wurde, kehrte er nicht nach Nordamerika zurück, sondern beendete die Spielzeit 2018/19 in Schweden und feierte mit der Vizemeisterschaft seinen bis dahin größten sportlichen Erfolg.
Als sein NHL-Vertrag ausgelaufen war, unterschrieb Norell im Sommer 2019 für zwei weitere Jahre bei Djurgården. Bis 2021 absolvierte er für den Klub insgesamt 285 SHL-Spiele sowie 24 Partien in der Champions Hockey League. Weitere Stationen waren der IK Oskarshamn von 2021 bis 2023 sowie Örebro HK von 2023 bis 2025, wo er wie schon in seiner ersten Profistation zur Mannschaft des für die Abwehr zuständigen Co-Trainers Stefan Nyman gehörte. Unter ihm als Cheftrainer wird Norell auch bei den Iserlohn Roosters aus der Deutschen Eishockey Liga (DEL) spielen, bei denen er im Juli 2025 einen Vertrag für die Spielzeit 2025/26 unterzeichnete.

### International
Robin Norell wurde in der Saison 2012/13 erstmals in eine schwedische Nachwuchsnationalmannschaft berufen. Bei der U18-Junioren-Weltmeisterschaft 2013, bei der Schweden den fünften Rang belegte, wurde er als einer der drei besten Spieler seines Landes ausgezeichnet. Ein Jahr später gewann er mit der U20-Nationalmannschaft nach einer knappen Finalniederlage gegen Finnland die Silbermedaille bei der Junioren-Weltmeisterschaft 2014. Auch bei der U20-WM 2015 gehört er zur schwedischen Auswahl. In das A-Nationalteam wurde er nie berufen.

## Erfolge und Auszeichnungen
- 2011 Goldmedaille beim Nachwuchsturnier TV-Pucken mit dem Team Stockholm 1
- 2014 Aufstieg in die Svenska Hockeyligan mit Djurgårdens IF
- 2014 Silbermedaille bei der U20-Junioren-Weltmeisterschaft

## Karrierestatistik
Stand: Ende der Saison 2024/25

### International
Vertrat Schweden bei:
- U18-Junioren-Weltmeisterschaft 2013
- U20-Junioren-Weltmeisterschaft 2014
- U20-Junioren-Weltmeisterschaft 2015

(Legende zur Spielerstatistik: Sp oder GP = absolvierte Spiele; T oder G = erzielte Tore; V oder A = erzielte Assists; Pkt oder Pts = erzielte Scorerpunkte; SM oder PIM = erhaltene Strafminuten; +/− = Plus/Minus-Bilanz; PP = erzielte Überzahltore; SH = erzielte Unterzahltore; GW = erzielte Siegtore; 1 Play-downs/Relegation; Kursiv: Statistik nicht vollständig)